# 広東航空学校

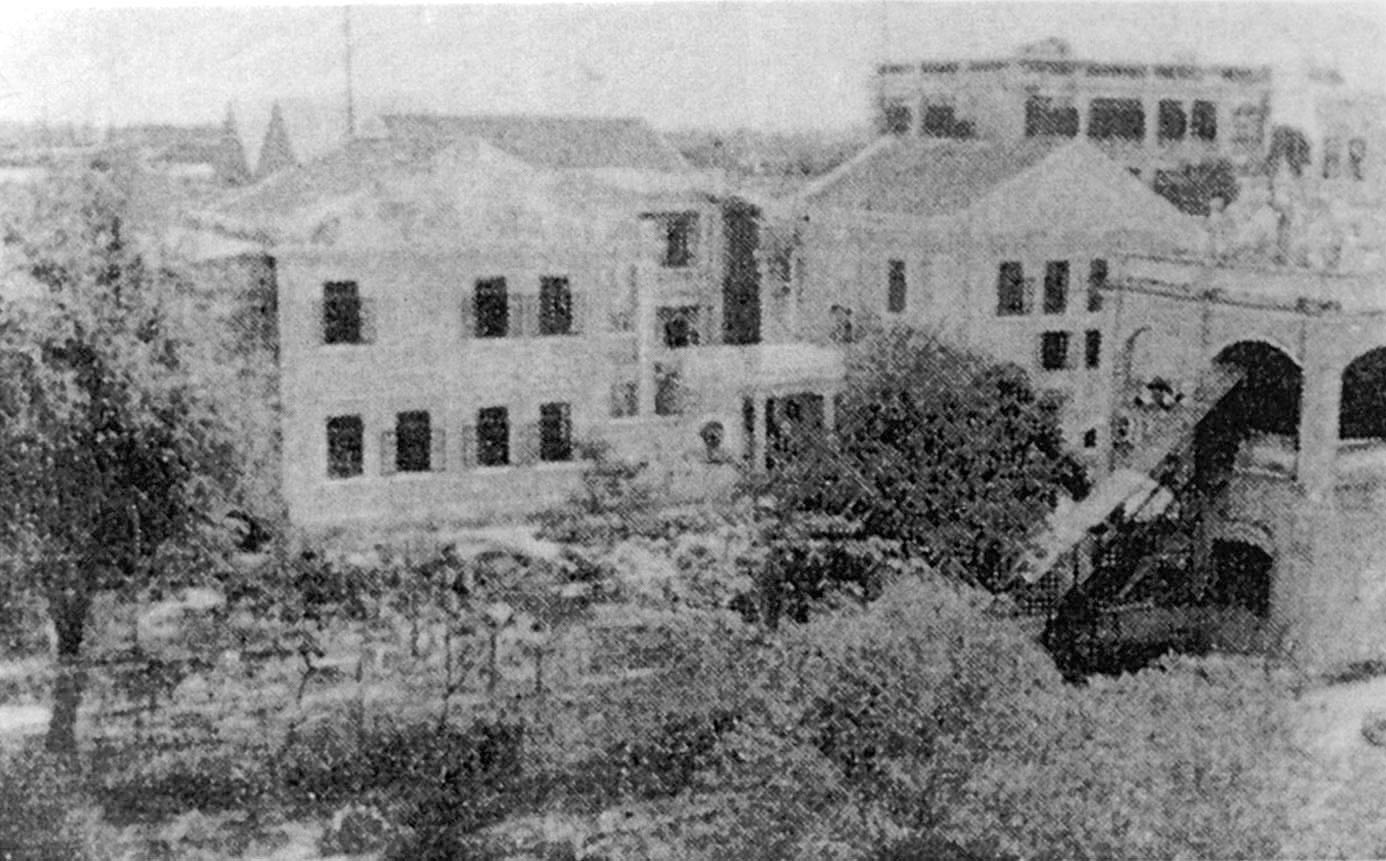
2代目校舎

広東航空学校（カントンこうくうがっこう）は、広東政府および広州国民政府によって運営されていた航空学校。1924年から1936年の12年間、425人が卒業し、当時では最も長く運営され、多くの学生を養成した航空学校である。

## 沿革
孫文率いる中華革命党は、軍閥を殲滅し中華統一を果たすべく、海外華僑と協力して日本の滋賀県八日市町に中華革命党航空学校（1915年）、アメリカに美州航空学校（1916年）や図強飛行機公司（1919年）、カナダに中国強華飛行機学校（1919年）等の飛行学校を創設し、楊仙逸、黄秉衡、陳慶雲らパイロットの育成に着手した。また、1916年の護国戦争では中華革命党航空学校卒業生と坂本寿一、立花了観ら日本人教官9名を含む87名の人員が中華革命軍東北軍（長：居正）指揮下に「華僑義勇団飛機隊」（管理主任：胡漢堅）として、7月より山東省濰県城に実戦投入された。
1917年9月、広東軍政府大元帥として広州に拠点を構えた孫文は、海外で訓練を受けた華僑パイロットとマカオで購入した航空機を集めていた。そうしたパイロットの張恵長、林福元（アート・リム）、譚根（トム・ジム）の3人は1919年1月、広州に飛行学校の設立を立案。しかし、譚はサンフランシスコで人力車に乗っていたところを何者かに暗殺され、計画はとん挫した。
1920年、大元帥府の下に航空局（局長：朱卓文）、および「中山航空隊」第1隊（隊長：張恵長）と第2隊（隊長：陳應權）が編成された。1921年、孫文は62項目からなる「国防計画」を策定、うち9項目に「航空救国」と題し、航空隊の拡充、航空学校の建設によるパイロットの自主育成や飛行場、修理施設の設置を立案した。本計画に基づき1924年7月、広東軍事飛機学校として設立。前年度より飛機廠として利用されていた東山新河浦の革製品工場跡に建てられたが、経費の関係により学校の設備は非常に粗末なもので、練習機は4機のみであった。後に航空局がある大沙頭飛行場付近に移転。
第1期学生は、黄埔軍官学校第1期生から劉雲、王勲（叔銘）、馮洵（達飛）、王翺（鳳儀）、万鵬（少鼎）、袁政（滌清）、郭予如（一予）の7人、飛機修理廠から唐鐸、金震一、朴泰廈が選定された。
1925年秋、第1期生卒業。しかし飛行時間が不足していたため、広東国民政府は8月30日に劉雲、唐鐸、王勲、王翺、馮洵、朴泰廈の6人をソ連に留学させた。
第2期学生は、1925年7月に黄埔軍官学校第2期生から選定され、9月に入学、10月から正式に開学した。飛行班と観察班の二班があり、それぞれに10人の学生がいた。しかし観察班の学生の要求で、全員が飛行班に編入。1926年1月、黄埔軍官学校第3期卒業生のうち20人が観察班に編入。
1926年6月、ソ連顧問の決定により2期生から10名がソ連に送られ、航空学校、「レニングラード機械学校」、モスクワ中山大学などで学んだ。
1926年7月、北伐により航空学校が所有していた航空機は北伐飛機隊に編入されることになり、飛行班の学生は航空部隊に送られ活動し、観察班の学生は陸軍部隊に送られ空地連絡を担当した。
1927年1月、ボロディンの建議で教官と2期生を再びソ連に留学させることとなり、17名（うち3名は整備訓練）がボリソグレプスクの第2航空学校（現V・P・チカロフ名称ボリソグレプスク航空乗組員訓練航空センター）、で飛行訓練及び整備訓練、4名がモスクワ特設技術学校で無線訓練を受けた。
1927年6月、国民革命軍総司令部航空学校に改名。
1929年5月、国民政府の南京遷都と同地の中央陸軍軍官学校航空班の新設により第八路軍の移管となり、国民革命軍第八路軍総指揮部航空学校に改名。
1931年5月、蒋介石に反旗を翻した広東国民政府に接収される。同年7月、広州天河飛行場南西部に広東空軍司令部兼航空学校新校舎完成、それに伴い国民革命軍空軍総司令部航空学校に改名。
1932年7月、国民革命軍第1集団軍航空学校に改名。
1936年6月、両広事変により広東空軍解体、司令部兼校舎は航空委員会広東方面司令部（のち駐粤空軍指揮部、空軍第2路司令部）兼中央航空学校広東分校となり、在学生は中央航空学校第7期生と第8期生に編入された。

## 人物
校長
- 林偉成：1924年7月～10月
- レミ（李糜、ソ連軍事顧問、本名ダウィド・ウゲル[18]、航空局顧問兼任[19]）：～1925年8月[20]
- 張治中：1925年7月[21]～1926年4月[20]
- 黄秉衡：1926年4月～8月[20]
- 林偉成：1926年夏[9]～
- 黄光鋭：代理[22]、1926年8月～
- 張恵長（中国語版）：1927年6月[12]～1928年4月
- 周宝衡：1928年4月[14]
- 楊官宇：代理、1930年1月[15]
- 劉植炎：代理、1930年6月[16]
- 楊官宇：1931年7月[16]
- 胡漢賢（維玩）：1932年6月27日[17][23]
- 劉牧群（広州分校主任、1936年9月1日～）

教育長
- 陳慶雲：1927年6月～1928年4月
- 黄毓沛：1928年4月[14]
- 劉植炎：1929年
- 林福元：1931年
- 蒋孝棠：1932年
- 周程

教官
- グラン・ヤルタ（亞爾太もしくは格蘭雅爾台[24]）ドイツ人軍事顧問、正式名不明。領航、偵察、戦術学担当。日常校務も担当[25][9]。
- フェン・グラム（馮・格拉姆）、ドイツ人、飛行教官[25]
- ワルター（瓦爾特）、ドイツ人、飛行教官[25]
- 熊式輝：軍事学担当[9]
- 李其蘇：機械学担当、修理廠廠長兼[9]
- ソ連軍事顧問夫人（氏名不詳）：ロシア語担当[9]
- 陳慶雲：総教官、1926年3月～
- 謝文達（中国語版）：1926年3月～1927年
- 丁紀徐：1926年～1927年2月

### 学生
※太字は戦死者
第1期（1924年秋～1925年秋）
- 劉雲（中共党員、広東航校党代表）、王勲（叔銘）、馮洵（達飛、中共党員）、王翺（鳳儀）、万鵬（少鼎、中共党員）、袁政（滌清）、郭予如（一予、中共党員）、唐鐸、朴泰廈（朝鮮籍）

第2期（1925年7月募集開始、9月入学、1927年1月卒業）
- 飛行班：毛邦初、張廷孟、黎鴻峰（英語版）（ベトナム籍）、常乾坤（中国語版）、徐介藩、劉鉄仙（朝鮮籍）、李乗雲（朝鮮籍）、李玉英（女学生）、余世沛、李乾元、竜文光、李靖源、戴勲、姜瑞鴻、金震一（朝鮮籍）、張聖哲（朝鮮籍）、王運堯、林理甫、馮正誼、劉重倫、梅祖堯、蕭際峰
- 観察班：陳兆機、馬季魯、王体明、朱呉城、朱元栄、何仁傑、車廷信（朝鮮籍）、陳世賢、董従善、陳藻、肖錦篪、王昌裕、李輝勻、葉祥賓、丁祥松、闕淵（ベトナム籍）、田載竜、張剣周、賈懐声、黄葉興

第3期（甲班：1928年4月15日入学、1929年4月卒業、計32名、乙班：1928年10月1日入学、1930年3月9日卒業、計36名、特別班：1931年7月卒業、計28人）
- 甲班：陶佐徳、鍾恩盛、何涇渭、楊国柱、趙強、何恵吾、曹醒仁、詹道宇、曾沢棠、鄧顕綱、施政光、郭漢庭、劉益国、蒋其炎、周驥、蒋孝棠、陳兆新、鄭厚邦、張謨、胡祖慶、鄧梓超、潘福基、曾傅流、段其新、陳錫鴻、寧明階、呉汝鎏（中国語版）、謝莽、庄迪華、伍興鑒、
  - 中途退学：林惠昆(病死)、楊華炯、趙甫明
  - 見習員：呉建文、敖倫、梁慶銓、陳秉衡、薛輯輖、黄溢和、黄志良、楊永安
- 乙班：劉炯光、陳晋、李凌雲、郭良弼、鄧伯強、陳其光、伍子鴻、陳有琇、楊一白、梁达文、鄭梓桐、李可斌、盧誉衡、朱宏飛、徐光甫、陳与荷、徐燕謀、黄偉賢、程岳恵、葉炳、趙百順、袁宗祺、羅徳香、周蓮如、黄慶騮、劉薇馨、容章炳、李一飛、容仲偉、容章灝、林深源、張剣、朱达光（インド人）。司徒靄、周炳明、林佐
  - 見習員：劉錦涛、劉沛然、李湘石、鄭師齢
- 特別班：顔勁松、周一平、黄世焰、陳乾生、鄭心正、彭漢栄、徐子堅、楊錫潮、何元瑜、莫夢華、陳順南、鄺世光、李承蘭、王惠明、胡潤枢、童梓瑞、王倹、陸佐、譚伯勤、劉国権、魏世英、張為皋、張羽、呉国梁、湯学文、陳嘉秀、梁国朋、羅謙徳、陳栄耀（病気により退学）
- 機械班：呉宗杜（呉声泉）、陳其偉、黄国聡、陳蘭栄（以上4名、のち飛行員に転入）。蒙涓云、敖卓一、敖春湖

第4期（1929年10月25日入学、1931年3月9日卒業、計51名）
- 王干、王柏如、呉金龍、呉徳辟、李森芹、林振亜、陳宏加、陳植亭、陳蔚文、孫烈五、張吉輝、張国安、曾仁南、廖作缪、关熙、谢志诚、钟润祥、谭其汉、何守栄、何启昭、韦翘生、梁启昌、王泗芳、王耀庭、呉金福、李吉星、沈銘生、范少平、陳培恒、陳詩傑、陸允熙、徐淑良、张君正，许佐材、杨伟廉、刘国桢、薛春义、谢汉登、谭世昌、左泽淦、胡存心、梁季崇、罗福耀、何冠雄、梁广尧、张梓祥、杨振华、邹良弼、顾彭年、黄鸿楷、万応芬
- 特别班：张锡富、敖培、魏德、龙栄萱、陳庆柏、李飞、翁欧、余铁克、詹峰、郭诗东、何百清、郭玉麟、余正平、张季良、彭庆昌、叶禧年、杨兆藩、李福遇、陈英永（应昌）、黄国聪、吴声泉、吕家谦、雷瑞林、黄之裔、王有才、谭苏景、敖春湖、黄锦彪、梁天烈、何思远、区华德、廖剣偉、周民初、叶作禧、许星泉、柳少蓝、毛国樑、唐尧勋、李德标、郑中兴、戴乃洪、敖拔潮、黄剣白、冯汉树

第5期（1930年10月入学、1932年4月2日卒業、計56人）
- 张岱山、黄瑞稳、彭伟义、陳略、黄荣想、李泽平、胡质殊、杨庆义、孔自立、谢人凤、杨季达、刘兰清、杨茲祺、黄朝威、卢心愉、许宝诚、李蕴文、吕仲恒、潘梦欣、刘敬光、傅福珏、胡其逸、余光德、周秉真、郑祖植、潘国琰、陳恒恭、廖升平、周飞熊、许耀明、余庆源、杨华焯、曾邦柱、彭恒性、朱念慈、曾作燎、萧秉翰、黄磋志、梁冠英、罗裕权、苏植蕃、张有名、梁炳登、刘啸天、李明根、陳锡龄、王有光、郭宣勇、姚章、李翼东、关燕荪、郑德、许昭明，杨耀森、胡佐龙

第6期（甲班：1931年4月入学、1933年4月1日卒業、計62名、乙班：1931年10月入学、1933年4月1日卒業、計41名、丙班：1932年8月入学、1935年5月1日卒業、計25名）
- 甲班：杜庆刚、李云龙、廖穆科、李德标、黎廷宣、邓正熙、蔡志昌、陈振兴、梁子裘、余平想、潘作霖、孔昭麟、岑沢鎏、黄炳朗、黄居谷、钟锦棠、陈万荣、黄锡豪、陈传熙、刘志英、谭卓励、马维栋、黄志刚、明忠义、林擎岱、朱均球、方惠之、戴乃洪、区端章、黎文海、胡经武、陈崇文、麦焕球、罗英哲、黄公略、陈珊、谢超群、何蔚文、严镇川、萧翔、萧棣信、黄广勋、刘保生、黄成章、简民兴、明善端、郭外峰、叶炳琪、张维、杨敬、叶子云、封仕强、郑中兴、冯兆青、丘戈、唐傑生、梁持旺、聂盛友、潘泽光、周昌森、黄厥昌、黄特
- 乙班：邓华高、杨永禄、张瑞篪、罗承业、符家兴、庄甲民、白学鉴、张三民、徐子欣、沈瀛、徐贻、区辉、胡遂卿、云燦、吕辑仁、李启平、梁圻光、莫谅成、罗树敏、陈业新、陈业幹、梁智、黄祖武、陆光球、谭汉男、丘同光、赵援、韦淳杰、张潮均、廖华臻、李传声、雷振一、梁茂德、杨瑞庭、陈岳生、陈志超、莫傑、冯文傑、陈实（中途退学），戴锡炎、邓堤、黄昌琳
- 丙班：梁定苑、李华良、古恒、魏日聚、马趁荣、陈策良、廖德寿、黄少霖、骆萃莲、吴奇、韩平元、钟烈正、钟一鸣、陈景棠、韓春光、周成波、李继唐、张伟伦、董策（改名唐承志）黄元寿、邓伟殷、曹朝觉、陈民、周灵虚、胡秉文、汪汉淹

第7期（甲班：1934年入学、1936年3月卒業）
- 甲班：黄肇濂、胡漢能、赖祖耀、陈华梅、沈木秀、刘盛芳、邓傑伟、丘煖、邓洪凯、周伯源、黄广庆、余喜泮、林冠群、张锡培、黄搏、李善明、刘文耀、方汝南、刘华郁、张斗魁、黄能荣、李嘉鸿、陈镇和、黄鼎基、甄锦荣、吴伯均、陈桂林、陈籍康、方镇基、林学礼、谢荃和、陈齐发、関万祝、徐亚辉、司徒钧、苏在睿、刘德仁、李永训、阮坚煜、孔叔明、叶旭龄、王飞凤、朱松金、林日尊
- 乙班：陈日掭、周仕庸、萧国英、李衍洛

第8期
- 周景怡、黄淑友、郑道滔、严桂华、林伟章、杨德光、梁荣錦、秦礼智、王茂钧、陈应昌、项世端、叶吉光、丁双典、丁寿康、伍国培、李维翰、谢琏、巫有淦、吴国端、胡厚祥、李惠和、区寿年、陳大科、葉望飛、胡吉